# تپه عمرمل ۱
تپه عمرمل ۱ مربوط به مس وسنگ - دوره سلجوقیان است و در شهرستان کرمانشاه، بخش مرکزی، دهستان بالادربند، ۴۰۰ متری جنوب روستای عمرپل واقع شده و این اثر در تاریخ ۲۶ اسفند ۱۳۸۷ با شمارهٔ ثبت ۲۵۵۲۸ به‌عنوان یکی از آثار ملی ایران به ثبت رسیده است.